# Pilocrocis lauralis
Pilocrocis lauralis là một loài bướm đêm trong họ Crambidae.